# Xylotoles nanus
Xylotoles nanus är en skalbaggsart som beskrevs av Bates 1874. Xylotoles nanus ingår i släktet Xylotoles och familjen långhorningar. Inga underarter finns listade i Catalogue of Life.